# If+如果田馥甄巡迴演唱會Plus
IF+如果巡迴演唱會plus live是台灣女子演唱團體S.H.E成員、台灣女歌手田馥甄的第二張演唱會影音專輯，收錄田馥甄於2016年12月9日、10日、11日在台北小巨蛋所舉辦的《如果世界巡迴演唱會》Plus的現場影音，於2017年12月8日發行(DVD/BD)。
而為此演唱會影音DVD/BD，導演比爾賈也構思拍攝了以人生列車為主題的短片，並邀來林慶台跨刀與田馥甄合作拍攝。

## 曲目收錄

### DVD
- IF+ Live
- Disc 1

1. 1st car of the train –Explore探索
2. To Hebe
3. 姐
4. 人間煙火
5. 不醉不會
6. 黑色柳丁
7. 還是要幸福
8. 2nd car of the train- Destiny 命運
9. 矛盾
10. 你就不要想起我
11. 魔鬼中的天使
12. 你太猖狂
13. 餘波盪漾
14. 寂寞寂寞就好
15. 3rd car of the train- Opportunity 機會
16. 超級瑪麗
17. 我想我不会爱你
18. 請你给我好一點的情敲
19. 念念有詞
20. 無用
21. 靈魂伴侣

- Disc 2

1. 4th car of the train- Apprehension 恐懼
2. 花花世界
3. 要說什么
4. 鳥托邦
5. 獨善其身
6. Baby song
7. 无常
8. 5th car of the train- Infinity無限
9. Love！
10. 身體都知道
11. My Love
12. 爱著爱著就永远
13. 小幸運
14. 日常
15. The last car of the train- To Be Continued 未完待續

- IF+ Bonus

1. 凡人歌/火
2. 癢
3. 慢舞
4. 什么，哪裡

- IF+ 愛的甄言

### BD
{{
| headercss = background: #ccccff; font-size: 100%; width: 70%;
| contentcss = text-align: left; font-size: 100%; width: 70%;
| header = 曲目
| content =
- IF+ Live

1. 1st car of the train –Explore探索
2. To Hebe
3. 姐
4. 人間煙火
5. 不醉不會
6. 黑色柳丁
7. 還是要幸福
8. 2nd car of the train- Destiny 命運
9. 矛盾
10. 你就不要想起我
11. 魔鬼中的天使
12. 你太猖狂
13. 餘波盪漾
14. 寂寞寂寞就好
15. 3rd car of the train- Opportunity 機會
16. 超級瑪麗
17. 我想我不会爱你
18. 請你给我好一點的情敲
19. 念念有詞
20. 無用
21. 靈魂伴侣
22. 4th car of the train- Apprehension 恐懼
23. 花花世界
24. 要說什么
25. 鳥托邦
26. 獨善其身
27. Baby song
28. 无常
29. 5th car of the train- Infinity無限
30. Love！
31. 身體都知道
32. My Love
33. 爱著爱著就永远
34. 小幸運
35. 日常
36. The last car of the train- To Be Continued 未完待續

- IF+ Bonus

1. 凡人歌/火
2. 癢
3. 慢舞
4. 什么，哪裡

- IF+ 愛的甄言

}}

### 数位发行
1)日常
2)人间烟火
3)無用
4)身體都知道
5)念念有詞
6)靈魂伴侶
7)餘波盪漾
8)什麼，哪裡
9)慢舞
10)獨善其身